# Deucalione (Iliade)
 Deucalione  è un personaggio dell'Iliade di Omero, citato nel XX libro del poema.

## Mito

### Le origini
Deucalione era un guerriero troiano vissuto al tempo del re Priamo. Omero non fornisce particolari sulla stirpe di questo personaggio.

### La morte
Quando Paride, figlio di Priamo, rapì Elena, sposa di Menelao re di Sparta, scoppiò una guerra tra Greci e Troiani. Anche Deucalione prese parte ai combattimenti, ma senza mai riuscire a uccidere qualche nemico. Memorabile fu invece la sua morte, avvenuta ad opera di Achille quando questi era in preda all'ira per la morte dell'amico Patroclo, ucciso da Ettore, figlio maggiore di Priamo e capo assoluto dell'esercito troiano.
Rientrato in battaglia per vendicare la morte del suo intimo amico Patroclo, Achille trafisse alcuni guerrieri troiani tra cui il figlio più giovane del re Priamo, Polidoro, che sperava di mettersi in salvo grazie all'agilità delle sue gambe. Affrontò poi il condottiero troiano che aveva tentato di colpirlo con la sua lancia, pieno di ansia di vendetta, per vendicare a sua volta la morte del suo fratellastro ucciso poco prima dall'eroe greco, ma Apollo fece scendere sul campo di battaglia una cortina di nebbia che permise al Priamìde di allontanarsi. Accecato ancora di più dall'ira, Achille si scagliò su tutti quei nemici che incontrò durante il suo cammino verso Troia - dove presumeva fosse stato trasportato Ettore dallo stesso dio Apollo per sottrarlo alla sua furia - facendo una grande strage; in questa circostanza si compì anche il destino di Deucalione che raggiunto ad un gomito dalla lancia nemica, tra i tendini, rimase con l'arto completamente intorpidito e non poté fare altro che aspettare da parte del nemico il colpo di grazia. Così avvenne: Achille con la spada tagliò di netto al troiano la testa che volò lontanissima insieme con l'elmo e cadde rotolando tra i combattenti che fuggivano. Dal busto di Deucalione, rimasto privo del capo, schizzò fuori di getto la polpa midollare che colò al suolo.
" E ancora a Deucalione, dove s'uniscono i tendini,

 del gomito, là il braccio passò con la punta di bronzo;

 s'arrestò quello col braccio fatto pesante,

 e vide vicina la morte; Achille con il pugnale gli troncò il collo

 e lungi con tutto l'elmo gettò il capo; il midollo

 schizzò fuori dalle vertebre e il tronco giacque a terra disteso. " 
(Omero, Iliade, libro XX, traduzione di Rosa Calzecchi Onesti)